# Лауденбах, Павел Ксаверович
Павел Ксаверович Лауденбах (даты жизни неизвестны) — российский и советский спортсмен, выступавший в лёгкой атлетике, конькобежном спорте и футболе. Неоднократный чемпион и призёр чемпионатов РСФСР и СССР.

## Биография
В футболе выступал за московские клубы ОЛЛС (1914—1918, 1922), РГО (1918—1919), младшую команду «Красной Пресни» (1923). Играл на позиции полузащитника.

## Результаты

### Соревнования

#### Лёгкая атлетика
На первенстве РСФСР по лёгкой атлетике в 1922 году в составе команды ОЛЛС стал победителем в эстафете 4×100 м и в шведской эстафете (800+400+200+200), а также третьим призёром в беге на 110 м с барьерами. В том же году стал первым чемпионом страны по десятиборью[уточнить]. В 1923 году на всесоюзном празднике физической культуры занял второе место в десятиборье.
| Год  | Город  | Дата                  | Дисциплина                                    | Результат       | Место |
| ---- | ------ | --------------------- | --------------------------------------------- | --------------- | ----- |
| 1922 | Москва | 4 сентября            | Эстафета 4х100 м                              | 47,1 NR*        | I     |
| 1922 | Москва | 10 сентября[уточнить] | Шведская эстафета (800+400+209+200)           | 3.55,5          | I     |
| 1922 | Москва | 5 сентября[уточнить]  | Бег на 110 м с барьерами                      | 19,6            | III   |
| 1923 | Москва | 1—9 сентября          | Пятиборье (длина, копье, 200 м, диск, 1500 м) | 2110            | III   |
| 1923 | Москва | 1—9 сентября          | Десятиборье                                   | 5508,160 (4414) | III   |
| 1924 | Москва | 31 августа—6 сентября | Пятиборье                                     | 3167,83         | III   |

#### Конькобежный спорт
Неоднократно становился победителем и призёром соревнований по конькобежному спорту.